# Darius Ruželė
Darius Ruželė (* 27. April 1968) ist ein litauischer Schachspieler.

## Erfolge
Bei litauischen Einzelmeisterschaften belegte er 1988 in Vilnius den geteilten ersten Platz, 1992 und 1993 ebendort den zweiten und 1998 in Vilnius den geteilten dritten Platz. 2000 in Vilnius belegte er punktgleich hinter der Gewinnerin Viktorija Čmilytė den zweiten, ein Jahr später in Kaunas ungeschlagen mit 8,5 Punkten aus 13 Partien den dritten Platz. Das Internationale Open in Böblingen konnte er zweimal gewinnen: 1994 und 1998. Im Jahr 2000 gewann er das IBIS Open in Gelsenkirchen.
Mit der litauischen Nationalmannschaft nahm er an der Mannschaftseuropameisterschaft 1992 teil sowie von 1992 bis 2000 an allen fünf Schacholympiaden. Vereinsschach spielte er in Litauen für die Mannschaft von Kaisė Vilnius, mit der er dreimal am European Club Cup teilnahm, den ŠK Margiris Kaunas, mit dem er am European Club Cup 1998 teilnahm, und den Panevėžys Chess Club, in Deutschland spielte er in den 1990er-Jahren für den Godesberger SK. 
Internationaler Meister wurde er 1993, den Titel Schachgroßmeister trägt er seit 1996. Seine Elo-Zahl beträgt 2531 (Stand: Dezember 2023); er läge damit auf dem fünften Platz der litauischen Elo-Rangliste, ist jedoch inaktiv: Seine letzte Elo-gewertete Schachpartie spielte er bei einem Turnier zur 750-Jahr-Feier der Stadt Klaipėda im August 2002. Seine höchste Elo-Zahl war 2550 von April bis September 2001.